# Žargon
Žargon nebo technický jazyk je specializovaná terminologie spojená s určitou oblastí nebo oblastí činnosti. Žargon se běžně používá v konkrétním komunikačním kontextu a mimo tento kontext nemusí být dobře pochopen. Kontext je obvykle konkrétní povolání (tj. určité řemeslo, profese, lidová mluva nebo akademický obor), ale žargon může mít jakákoli vnitřní skupina. Klíčovou charakteristikou, která odlišuje žargon od zbytku jazyka, je jeho specializovaná slovní zásoba, která zahrnuje termíny a definice slov, které jsou jedinečné pro daný kontext, a termíny používané v užším a přesnějším smyslu, než když se používají v hovorovém jazyce. To může vést vnější skupiny k nepochopení pokusů o komunikaci. Žargon je někdy chápán jako forma technického slangu a poté se odlišuje od oficiální terminologie používané v určité oblasti činnosti.